# Cobitis
Cobitis é um género de peixes actinopterígeos da família Cobitidae.
Este género contém as seguintes espécies:
- Cobitis amphilekta Vasil'eva & Vasil'ev, 2012[2]
- Cobitis arachthosensis Economidis & Nalbant, 1996
- Cobitis arenae (S. Y. Lin, 1934)
- Cobitis australis Y. X. Chen, Y. F. Chen & D. K. He, 2013 [3]
- Cobitis avicennae Mousavi-Sabet, Vatandoust, Esmaeili, Geiger & Freyhof, 2015[4]
- Cobitis baishagensis Y. X. Chen, X. Y. Sui, N. Liang & Y. F. Chen, 2015 [5]
- Cobitis battalgili Băcescu, 1962
- Cobitis bilineata Canestrini, 1865
- Cobitis bilseli Battalgil, 1942
- Cobitis biwae D. S. Jordan & Snyder, 1901
- Cobitis brevifasciata (I. S. Kim & W. O. Lee, 1995) [1]
- Cobitis calderoni Băcescu, 1962
- Cobitis choii I. S. Kim & Y. M. Son, 1984
- Cobitis crassicauda Y. X. Chen & Y. F. Chen, 2013 [6]
- Cobitis dalmatina S. L. Karaman, 1928
- Cobitis damlae Erk' Akan & Özdemir, 2014[7]
- Cobitis delicata Niwa, 1937 [1]
- Cobitis dolichorhynchus Nichols, 1918
- Cobitis dorademiri Erk' Akan, Özdemir & Özeren, 2017 [8]
- Cobitis elazigensis Coad & Sarıeyyüpoglu, 1988
- Cobitis elongata Heckel & Kner, 1857
- Cobitis elongatoides Băcescu & R. F. Mayer, 1969
- Cobitis evreni Erk' Akan, Özeren & Nalbant, 2008
- Cobitis fahireae Erk' Akan, Ekmekçi & Nalbant, 1998
- Cobitis faridpaki Mousavi-Sabet, Vasil'eva, Vatandoust & Vasil'ev, 2011 [9]
- Cobitis fasciola Y. X. Chen & Y. F. Chen, 2013 [6]
- Cobitis gracilis Y. X. Chen & Y. F. Chen, 2016 [10]
- Cobitis guttatus (V. H. Nguyễn, 2005)
- Cobitis hankugensis I. S. Kim, J. Y. Park, Y. M. Son & Nalbant, 2003
- Cobitis hellenica Economidis & Nalbant, 1996
- Cobitis hereromacula Y. X. Chen, X. Y. Sui, N. Liang & Y. F. Chen, 2015 [5]
- Cobitis herzegoviniensis Buj & Šanda, 2014 [11]
- Cobitis hugowolfeldi (Nalbant, 1993) [1]
- Cobitis illyrica Freyhof & Stelbrink, 2007
- Cobitis jadovaensis Mustafić & Mrakovčić, 2008
- Cobitis kaibarai Nakajima, 2012 [12]
- Cobitis kellei Erk' Akan, Ekmekçi & Nalbant, 1998
- Cobitis koreensis I. S. Kim, 1975 [1]
- Cobitis laoensis (Sauvage, 1878)
- Cobitis laterimaculata J. P. Yan & M. L. Zheng, 1984 [1]
- Cobitis lebedevi Vasil'eva & Vasil'ev, 1985
- Cobitis levantina Krupp & Moubayed-Breil, 1992
- Cobitis linea (Heckel, 1847)
- Cobitis longibarba (Y. F. Chen & Y. X. Chen, 2005) [1]
- Cobitis longicorpus I. S. Kim, K. C. Choi & Nalbant, 1976 [1]
- Cobitis lutheri Rendahl (de), 1935[13]
- Cobitis macrostigma Dabry de Thiersant, 1872
- Cobitis magnostriata Nakajima, 2012 [12]
- Cobitis maroccana Pellegrin, 1929
- Cobitis matsubarai Okada & Ikeda, 1939
- Cobitis megaspila Nalbant, 1993
- Cobitis melanoleuca Nichols, 1925
- Cobitis meridionalis S. L. Karaman, 1924
- Cobitis microcephala Y. X. Chen & Y. F. Chen, 2011 [14]
- Cobitis minamorii Nakajima, 2012 [12]
- Cobitis minhi S. V. Ngô, 2008
- Cobitis multifasciata Wakiya & T. Mori, 1929 [1]
- Cobitis multimaculata Y. X. Chen & Y. F. Chen, 2011 [14]
- Cobitis nalbanti Vasil'eva, D. M. Kim, Vasil'ev, M. H. Ko & Y. J. Won, 2016[13]
- Cobitis narentana S. L. Karaman, 1928
- Cobitis ohridana S. L. Karaman, 1928
- Cobitis pacifica I. S. Kim, J. Y. Park & Nalbant, 1999 [1]
- Cobitis paludica (F. de Buen, 1930)
- Cobitis phrygica Battalgazi, 1944
- Cobitis pontica Vasil'eva & Vasil'ev, 2006
- Cobitis pumila I. S. Kim & W. O. Lee, 1987[1]
- Cobitis puncticulata Erk' Akan, Ekmekçi & Nalbant, 1998
- Cobitis punctilineata Economidis & Nalbant, 1996
- Cobitis rara J. X. Chen, 1981
- Cobitis sakahoko Nakajima & Suzawa, 2015 [15]
- Cobitis saniae Eagderi, Jouladeh-Roudbar, Jalili, Sayyadzadeh & Esmaeili, 2017 [16]
- Cobitis satunini Gladkov, 1935
- Cobitis shikokuensis Suzawa, 2006
- Cobitis sibirica Gladkov, 1935
- Cobitis simplicispina Hankó (hu), 1925
- Cobitis sinensis Sauvage & Dabry de Thiersant, 1874
- Cobitis sipahilerae Erk' Akan, Özdemir & Özeren, 2017 [8]
- Cobitis splendens Erk' Akan, Ekmekçi & Nalbant, 1998
- Cobitis stenocauda Y. X. Chen & Y. F. Chen, 2013 [6]
- Cobitis stephanidisi Economidis, 1992
- Cobitis striata Ikeda, 1936 [12]
- Cobitis strumicae S. L. Karaman, 1955
- Cobitis taenia Linnaeus, 1758
- Cobitis takatsuensis Mizuno, 1970
- Cobitis takenoi Nakajima, 2016 [17]
- Cobitis tanaitica Băcescu & R. F. Mayer, 1969
- Cobitis taurica Vasil'eva, Vasil'ev, Janko, Ráb & Rábová, 2005
- Cobitis tetralineata I. S. Kim, J. Y. Park & Nalbant, 1999
- Cobitis trichonica Stephanidis, 1974
- Cobitis turcica Hankó (hu), 1925
- Cobitis vardarensis S. L. Karaman, 1928
- Cobitis vettonica Doadrio & Perdices, 1997
- Cobitis xinjiangensis (Y. F. Chen & Y. X. Chen, 2005) [1]
- Cobitis ylengensis S. V. Ngô, 2003
- Cobitis yongdokensis (I. S. Kim & J. Y. Park, 1997) [1]
- Cobitis zanandreai Cavicchioli, 1965
- Cobitis zhejiangensis Y. M. Son & S. P. He, 2005